# Sperata aor
Sperata aor és una espècie de peix de la família dels bàgrids i de l'ordre dels siluriformes.

## Morfologia
- Els mascles poden assolir 180 cm de longitud total.[1][2]

## Reproducció
És ovípar.

## Alimentació
Els adults mengen peixets i cucs.

## Hàbitat
És un peix d'aigua dolça i de clima tropical.

## Distribució geogràfica
Es troba a Àsia: el Pakistan, l'Índia, el Nepal, Bangladesh i Myanmar.